# مرد در مقابل زنبور
مرد در مقابل زنبور (انگلیسی: Man vs. Bee) مجموعه‌ای تلویزیونی کمدی بریتانیایی ساخته‌شده و نوشته‌شده توسط روآن اتکینسون و ویلیام دیویس است. این مجموعه شامل نه قسمت است که هر کدام توسط دیوید کر کارگردانی شده است. اتکینسون در نقش مردی بدبخت بازی می‌کند که خود را در نبرد با یک زنبور عسل در حالی که از عمارت مدرن یک زوج ثروتمند مراقبت می‌کند، می‌بیند. جینگ لوسی، کلاودی بلکلی، تام بسدن، جولیان رایند-تات، گرگ مک‌هیو و ایندیا فاولر نیز در این مجموعه ایفای نقش می‌کنند. مرد در مقابل زنبور در ۲۴ ژوئن ۲۰۲۲ در نتفلیکس به‌نمایش درآمد و عموماً نقدهای مثبتی از سوی منتقدان دریافت کرد. یک مجموعه دنباله، با عنوان مرد در مقابل نوزاد، در حال تولید است.

## فرضیه
یک خانه‌بان به نام ترور، در حالی که در عمارتی مجلل اقامت دارد، خود را درگیر نبردی مداوم با یک زنبور عسل می‌یابد.

## بازیگران
- روآن اتکینسون در نقش ترور بینگلی، یک مراقب خانه که خود را درگیر نبردی با یک زنبور می‌یابد و در این میان خسارات جبران‌ناپذیری به بار می‌آورد.
- جینگ لوسی در نقش نینا کولستاد-برگنباتن، صاحب عمارت مجللی که ترور از آن مراقبت می‌کند. او همچنین یک سگ خانگی به نام کاپ‌کیک دارد.
- جولیان رایند-تات در نقش کریستین کولستاد-برگنباتن، شوهر نینا.
- گرگ مک‌هیو در نقش باغبان.
- ایندیا فاولر در نقش مدی، دختر ترور.
- کلاودی بلکلی در نقش جس، همسر سابق ترور.
- تام بسدن در نقش افسر پلیس.

علاوه بر این، گدیمیناس آدومایتیس در نقش مارِک، کریستین آلیفو در نقش کارل و دنیل فرن در نقش لوئیس، سه سارق، ظاهر می‌شوند. چیزی آکودولو در نقش قاضی و آیشا کالا در نقش کارآگاه ظاهر می‌شوند.

## قسمت‌ها
| شم. | عنوان    | کارگردان | نویسنده      | تاریخ انتشار اصلی |
| --- | -------- | -------- | ------------ | ----------------- |
| ۱ | «قسمت ۱» | دیوید کر | ویلیام دیویس | ۲۴ ژوئن ۲۰۲۲      |
| زوجی به نام‌های نینا و کریستین، خانه‌بانی جدید به نام ترور را استخدام می‌کنند. آن‌ها وسایل گران‌بهای خود و یک دفترچه راهنما را برای کنترل عمارت هوشمندشان به ترور نشان می‌دهند. پیش از رفتن، به ترور می‌گویند که کدهای قفل و باز کردن قفل، سال نبردهای دریایی معروف هستند و در صورت هر اشتباهی، فقط صدای نینا می‌تواند آن را کنترل کند. خیلی زود، ترور خود را درگیر یک زنبور می‌بیند و به طور تصادفی یک مجسمه را می‌شکند. او تلاش می‌کند آن را تعمیر کند، در حالی که در حال یادگیری کنترل کابینت‌های آشپزخانه است. اما در عوض، به اشتباه دفترچه راهنما را روی اجاق گاز روشن رها می‌کند، چرا که حواسش به سگ خانگی زوج به نام کاپ‌کیک پرت می‌شود. کاپ‌کیک موفق شده به داخل کتابخانه نفوذ کند، کتابخانه‌ای که حاوی یک نسخه خطی مصور و فوق‌العاده گران‌قیمت است. |          |          |              |                   |
| ۲ | «قسمت ۲» | دیوید کر | ویلیام دیویس | ۲۴ ژوئن ۲۰۲۲      |
| از آنجایی که ترور کدهای باز کردن قفل را به خاطر نمی‌آورد، تلاش می‌کند با چکش شیشه را بشکند؛ چکش از روی شیشه برگشته و در نهایت یک نقاشی نزدیک را پاره می‌کند. سپس او شروع به تقلید صدای نینا می‌کند و کدهای مختلفی را امتحان می‌کند تا بالاخره موفق می‌شود قفل کتابخانه را باز کند و کثیفی ایجاد شده توسط کاپ‌کیک را تمیز کند. او که می‌خواهد خبر شغل جدیدش را به دخترش، مدی، بدهد، مدام برای او پیام صوتی می‌فرستد تا اینکه بالاخره مدی شب به او زنگ می‌زند و قولش را برای بردن او به تعطیلات یادآوری می‌کند. بعد از مکالمه، ترور برای خواب به اتاق خدمتکار می‌رود، اما سایه زنبور را از پشت در می‌بیند. همین که در را برای گرفتن زنبور باز می‌کند، آژیر اضطراری فعال می‌شود، زیرا او از کد استفاده نکرده است؛ او با گیجی کدهای مختلفی را برای خاموش کردن آژیر امتحان می‌کند. |          |          |              |                   |
| ۳ | «قسمت ۳» | دیوید کر | ویلیام دیویس | ۲۴ ژوئن ۲۰۲۲      |
| صبح روز بعد، ترور برای صبحانه بیدار می‌شود، اما یک افسر پلیس به دلیل آژیر اضطراری مزاحم او می‌شود. در حالی که او تلاش می‌کند وضعیت را برای افسر توضیح دهد، زنبوری که وارد شلوارش شده است، او را آشفته می‌کند. با رفتن افسر، ترور شلوارش را درمی‌آورد تا زنبور را به دام بیندازد، اما فراموش می‌کند زیپ شلوارش را ببندد و به زنبور اجازه فرار می‌دهد. در ادامه، او تله‌ای با کره بادام زمینی در مایکروفر می‌گذارد و موفق می‌شود زنبور را به داخل بکشاند. در همین حین، نینا با ترور تماس می‌گیرد تا درباره آژیر بپرسد، و کاپ‌کیک که کمی از کره بادام زمینی خورده است، به دلیل آلرژی شروع به باد شکم می‌کند. ترور تماس را قطع می‌کند و زنبور را به جای کشتن، در باغ رها می‌کند. اما ترور در همین حال، خودش را بیرون از خانه حبس می‌کند، در حالی که زنبور موفق می‌شود دوباره وارد خانه شود.                                                                                           |          |          |              |                   |
| ۴ | «قسمت ۴» | دیوید کر | ویلیام دیویس | ۲۴ ژوئن ۲۰۲۲      |
| ترور متوجه می‌شود که کاپ‌کیک یک قلاده هوشمند دارد که برای باز کردن دریچه حیوانات خانگی استفاده می‌شود. بنابراین یک گربه را در معرض دید سگ قرار می‌دهد و قلاده را برمی‌دارد. در حالی که او تلاش می‌کند از دریچه حیوانات خانگی وارد شود، به مدفوع کاپ‌کیک می‌افتد. همین که زنبور را می‌بیند، ترور با یک همزن آشپزخانه به تعقیبش می‌پردازد، اما دستگاه به سمت قطعه دکوراسیون می‌غلتد. او زنبور را تا داخل دودکش تعقیب می‌کند اما دوباره توسط افسر پلیس مزاحم می‌شود. افسر به او در مورد سارقان فعال در آن منطقه اطلاع می‌دهد، در حالی که ترور تماماً با خاکستر دودکش پوشیده شده بود. جس با ترور تماس می‌گیرد تا برنامه دخترشان را به او یادآوری کند؛ اما او در عوض درباره آن زنبور با جس صحبت می‌کند که جس معتقد است اهمیتی ندارد. ترور سعی می‌کند توضیح دهد که تا هفته آینده نمی‌تواند مدی را ببیند زیرا مشغول کارش است.                                                              |          |          |              |                   |
| ۵ | «قسمت ۵» | دیوید کر | ویلیام دیویس | ۲۴ ژوئن ۲۰۲۲      |
| ترور وارد حمام اصلی می‌شود و با موسیقی دلنشینی دوش می‌گیرد. در حین لذت بردن، از دیدن دوباره زنبور شوکه می‌شود و آن را می‌شوید. او زنبور را با سشوار به اتاق خواب اصلی دنبال می‌کند و پس از آن، آن را در پیانوی بزرگ که دستگاه پخش خودکار دارد، به دام می‌اندازد. اما زنبور همچنان زنده می‌ماند، که ترور حالا آن را در جاروبرقی به دام می‌اندازد. با این فکر که زنبور باید در کیسه خاکروبه باشد، در حین تمرین یوگا، کیسه را می‌سوزاند. با این حال، زنبور به جای آن از لوله جاروبرقی بیرون می‌آید. |          |          |              |                   |
| ۶ | «قسمت ۶» | دیوید کر | ویلیام دیویس | ۲۴ ژوئن ۲۰۲۲      |
| ترور حالا خانه را تمیز می‌کند و همه خرابکاری‌هایی را که به بار آورده بود، یکی یکی درست می‌کند. بعد از آن، یک آبجو برمی‌دارد و به رختخواب می‌رود. مدی قبل از خواب به او زنگ می‌زند و ترور به او می‌گوید که برای دیدن یک اردوگاه برنامه‌ریزی کرده است. در همین حین، سارقان با هک کردن دستگاه و پرت کردن حواس سگ وارد خانه می‌شوند، اما متوجه می‌شوند که تمام وسایل گران‌بها تقلبی به نظر می‌رسند. ترور کمی صدا می‌شنود، اما زنبور را در توالت پیدا می‌کند و شروع به سرزنش آن می‌کند. پس از آن، دستگاه را قفل می‌کند، بدون اینکه بداند سارقان وارد شده‌اند و در کتابخانه پنهان شده‌اند. |          |          |              |                   |
| ۷ | «قسمت ۷» | دیوید کر | ویلیام دیویس | ۲۴ ژوئن ۲۰۲۲      |
| صبح روز بعد، پلیس در پی مشاهده یک خودرو مشکوک در بیرون خانه می‌رسد و متوجه می‌شود که سارقان ساعت‌هاست در خانه حبس شده‌اند، بنابراین آن‌ها دستگیر می‌شوند. بیانیه ترور در یک بازجویی ضبط می‌شود، جایی که او توضیح می‌دهد هیچ چیز مشکوکی نمی‌دانسته است. ترور سپس دوباره تله‌ای برای زنبور با استفاده از نان کره بادام زمینی در کابینت غذای سگ تنظیم می‌کند و سعی می‌کند سگ را دور نگه دارد. اما هم سگ و هم زنبور به دام می‌افتند و هوشیاری خود را از دست می‌دهند، زیرا ترور اسپری‌های قابل اشتعال مختلفی را تخلیه می‌کند. نینا که نگران کاپ‌کیک است، پس از دریافت اطلاعات از پلیس، با ترور تماس می‌گیرد، که ترور به سختی تلاش می‌کند او را راضی کند. او تماس جس را قطع می‌کند و به دنبال دامپزشک می‌گردد تا سگ را ببرد؛ در همین حال، زنبور دوباره به هوش می‌آید. |          |          |              |                   |
| ۸ | «قسمت ۸» | دیوید کر | ویلیام دیویس | ۲۴ ژوئن ۲۰۲۲      |
| همین که ترور با خودرو به سمت دامپزشکی می‌شتابد، در حین رانندگی توسط زنبور مزاحم می‌شود. پس از بازگشت با سگ بهبودیافته، در جستجوی زنبور به خودرو آسیب می‌زند. به زودی، او متوجه خسارت می‌شود و ویدئویی درباره زندگی زنبورهای انفرادی تماشا می‌کند و می‌آموزد که زنبورهای نر دائماً در حال پرسه زدن هستند زیرا توسط زنبورهای ماده مجبور به ترک تنها خانه‌های خود می‌شوند. در حیاط خلوت، ترور روی ایده خود کار می‌کند. او یک شیء تزئینی چوبی را تعمیر می‌کند، از قوطی‌های عسل استفاده می‌کند و شکر را با علف‌کش مخلوط می‌کند. ایده او ساخت یک بمب است. |          |          |              |                   |
| ۹ | «قسمت ۹» | دیوید کر | ویلیام دیویس | ۲۴ ژوئن ۲۰۲۲      |
| همین که ترور زنبور را در تله‌اش به دست می‌آورد، انفجار را به راه می‌اندازد که در نتیجه آن سگ زیر شیء تزئینی در حال سقوط به دام می‌افتد و خودروی آسیب‌دیده از گاراژ بیرون می‌زند. با این حال، ترور از اینکه زنبور زنده مانده است، شوکه می‌شود؛ او حالا خانه را به آتش می‌کشد و زنبور را با یک کپسول پروپان دنبال می‌کند. در همین حال، زوج در حال بازگشت، نینا و کریستین، شاهد همه این‌ها هستند و او را به ۱۴ مورد اتهام متهم می‌کنند، که پس از آن به سه سال حبس محکوم می‌شود. سه ماه بعد، در زندان، او می‌شنود که سارقان در مورد کریستین صحبت می‌کنند که به آن‌ها برای سرقت پول داده و ادعای بیمه تقلبی میلیون‌ها پوند را کرده است. بنا به شکایت ترور، پلیس کریستین را که در خانه‌اش میزبان یک نمایشگاه هنری بود، دستگیر می‌کند. ترور آزاد و پاداش می‌گیرد و دخترش را به یک اردوگاه می‌برد. در حین خوردن تنقلات، او دوباره توسط زنبور مزاحم می‌شود و یک بار دیگر سعی می‌کند آن را بکشد. |          |          |              |                   |

## تولید

### توسعه
مرد در مقابل زنبور توسط اتکینسون و ویلیام دیویس ساخته شده است. نویسندگی این مجموعه بر عهده دیویس و کارگردانی آن توسط دیوید کِر بوده است. دیویس سال‌ها بود که «بی‌نتیجه، نبردهای زنبوری را به اتکینسون پیشنهاد می‌داد.» اتکینسون این فرآیند را اینگونه توصیف کرد که داستانی «تقریباً به اندازه یک فیلم» خلق کرده‌اند و سپس آن را به ۱۰ قسمت ویرایش کرده‌اند. فرآیند ویرایش شامل ایجاد صحنه‌های پرتعلیق برای پایان هر قسمت بود که در یک فیلم نیازی به آن‌ها نبود. اتکینسون گفت که این مجموعه از بخشی از مستر بین در سال ۱۹۹۲ الهام گرفته شده است. اتکینسون شخصیت خود را در این مجموعه «متفاوت» از مستر بین توصیف کرد؛ «بسیار مهربان‌تر و شیرین‌تر و عادی‌تر» با «نقطه ضعفی» از «وسواس»، در مقایسه با مستر بین که «خودمحور، خودشیفته و آنارشیست» بود. اولین جلسه فیلم‌نامه دقیقاً سه سال قبل از انتشار و فیلم‌برداری یک سال قبل از انتشار انجام شد. کر در حین تبلیغ مجموعه، امکان ساخت فصل دوم را باز گذاشت.

### فیلم‌برداری
فیلم‌برداری این مجموعه طی ۱۲ هفته انجام شد، صحنه‌های داخلی در استودیوهای بووینگدون، هرتفوردشر و صحنه‌های خارجی در سراسر هرتفوردشر و باکینگهام‌شر. به دلیل نگرانی صاحبان خانه‌ها در مورد کووید ۱۹، امکان فیلم‌برداری در یک خانه واقعی وجود نداشت. از محصولات برندهای معروف برای به تصویر کشیدن «سبک زندگی لوکس زوج» استفاده شد، اگرچه صاحبان برندها هزینه‌ای بابت آن پرداخت نکردند. برای این نمایش، «قدیمی‌ترین جگوار ئی-تایپ باقی‌مانده» از صاحبش قرض گرفته شد، اما یک ماکت برای تخریب توسط شخصیت اتکینسون ساخته شد. زنبور نیز بسته به اینکه ثابت بود یا در حال حرکت، یا یک مدل فیزیکی بود یا توسط فریم‌استور به صورت رایانه‌ای تولید شده بود.

### موسیقی
موسیقی متن این مجموعه توسط لورن بالفه ساخته شده است. آلبوم موسیقی متن شامل ۲۰ قطعه نیز همراه با انتشار مجموعه در ۲۴ ژوئن ۲۰۲۲ منتشر شد

## انتشار
این مجموعه در ۱۳ دسامبر ۲۰۲۰ معرفی شد. بازیگران و تاریخ انتشار آن در ۱۴ آوریل ۲۰۲۲ اعلام شدند. تریلر مجموعه در ۲۶ مه ۲۰۲۲ منتشر شد. ۹ قسمت در ۲۴ ژوئن ۲۰۲۲ در نتفلیکس منتشر شد. تبلیغات برای این مجموعه شامل یک بیلبورد در منچستر و یک داستان مصور در بیانو اثر نایجل پارکینسون بود. همچنین، سه مجسمه از اتکینسون ساخته و در کلیسای جامع سنت پل رونمایی شد تا هم به تبلیغ مجموعه کمک کند و هم آگاهی‌بخشی درباره مشکلاتی که «گونه‌های بومی زنبورها و گرده‌افشان‌های بریتانیایی» با آن روبرو هستند را افزایش دهد.

## بازخورد

### میزان بینندگان
این مجموعه در آخر هفته افتتاحیه خود، ۱۸٫۲ میلیون ساعت دیده شد و در هفته منتهی به ۲۶ ژوئن ۲۰۲۲، در رتبه دهم جهانی نتفلیکس قرار گرفت. تا ۳ ژوئیه ۲۰۲۲، این مجموعه به ۲۵٫۴ میلیون ساعت تماشا رسیده و در هفته قبل از آن، به رتبه هفتم جهانی نتفلیکس صعود کرده بود.

### بازخورد انتقادی
در وبگاه بازبینی جمعی راتن تومیتوز، ۷۴٪ از ۲۳ نقد منتقدین مثبت بوده و میانگین امتیاز ۵٫۹ از ۱۰ را کسب کرده است. متاکریتیک که از میانگین وزنی استفاده می‌کند، بر اساس شش نقد، امتیازی ۶۹ از ۱۰۰ به این مجموعه اختصاص داده که نشان‌دهنده نقدهای «عموماً مطلوب» است.
عملکرد اتکینسون مورد تحسین منتقدین قرار گرفته است. استوارت جفریز از گاردین معتقد بود اتکینسون «عمداً در هر ۹ قسمت بامزه بود». جیمز هیبس از ریدیو تایمز اظهار داشت که او «از شیطنت‌های کمدی فیزیکی و خجالت‌آور همیشگی خود دور نمی‌شود» و «این کار را بهتر از هر کس دیگری انجام می‌دهد». آنیتا سینگ از تلگراف گفت که او «هیچ یک از مهارت‌هایش را از دست نداده است». جوئل کلر از دیسایدر عنوان کرد که «این مجموعه تمام مهارت‌هایی را که حرفه او را تا این حد موفق کرده، به نمایش می‌گذارد» و «لحظاتی که اتکینسون بسیار فیزیکی عمل می‌کند» از نکات برجسته است. بن داول از تایمز عملکرد اتکینسون را «به‌طور اطمینان‌بخش آشنا» و «به‌طور مسلط ماهرانه همانطور که انتظار می‌رود» توصیف کرد، اما تماشای خرابکاری‌هایش کمتر از مستر بین لذت‌بخش است. استیو بنت از چورتل گفت: «اتکینسون همچنان استاد این ژانر باقی مانده است».
با این حال، ایموژن وست-نایتس از نیو استیتسمن استدلال کرد که اتکینسون در مرد در مقابل زنبور به «لذت‌های غافلگیرکننده بین» نمی‌رسد. هیبس این مجموعه را به دلیل طولانی بودن بیش از حد و کند شدن ریتم در اواسط آن مورد انتقاد قرار داد، و وست-نایتس نیز به همین ترتیب فرمت انتشار را نقد کرد. ویکی جسوپ از ایونینگ استاندارد معتقد بود که طرح داستان در پایان قسمت اول تکراری می‌شود و قسمت‌های دیگر بیش از حد طولانی هستند. جفریز و وست-نایتس، عدم شخصیت‌پردازی برای زنبور را مورد انتقاد قرار دادند. جفریز، شان اوگرادی از ایندیپندنت و کامیلا لانگ از تایمز از گمارش محصول انتقاد کردند.

## آینده
یک مجموعه دنباله به نام مرد در مقابل نوزاد اعلام شد که در دسامبر ۲۰۲۴ در دست تولید است.

## پیوندها به بیرون
- مرد در مقابل زنبور در نتفلیکس
- مرد در مقابل زنبور در راهنمای کمدی بریتانیایی
- مرد در مقابل زنبور در بانک اطلاعات اینترنتی فیلم‌ها (IMDb)